# Birgit Mütherich
Birgit Mütherich (* 4. Oktober 1959; † 16. November 2011 in Dortmund) war eine deutsche Tierbefreiungsaktivistin, Soziologin und Autorin.

## Wirken
Mütherich leistete vielfach Pionierarbeit bei der Institutionalisierung eines kritischen Blicks auf die Mensch-Tier-Beziehungen durch die Soziologie. Ihre Schriften sind ein wichtiger Bezugspunkt für das junge Forschungsfeld der Human-Animal Studies im deutschsprachigen Raum.
Ihre Theorie stützt sich maßgeblich auf die Kritische Theorie der Frankfurter Schule, die philosophischen Ansätze Friedrich Nietzsches und Arthur Schopenhauers sowie auf die Friedens- und Konfliktforschung von Johan Galtung. Sie wirkte an der Sozialforschungsstelle Dortmund mit dem Schwerpunkt Jugend-, Migrations-, Gender- und Arbeitsforschung und zuletzt als wissenschaftliche Mitarbeiterin am Institut für Soziologie der Universität Dortmund.

## Werk

### Bücher
- Renate Brucker, Melanie Bujok, Birgit Mütherich, Martin Seeliger, Frank Thieme: Das Mensch-Tier-Verhältnis: Eine sozialwissenschaftliche Einführung. VS Verlag für Sozialwissenschaften, 2014, ISBN 3-531-16916-5.
- Birgit Mütherich: Die Problematik der Mensch-Tier-Beziehung in der Soziologie: Weber, Marx und die Frankfurter Schule. Lit, 2000, ISBN 3-8258-4753-5.
- Birgit Mütherich: Tiere beschreiben. Harald Fischer Verlag, Erlangen 2003, ISBN 3-89131-408-6, Das Fremde und das Eigene.
- Birgit Mütherich: Die Natur der Gesellschaft: Verhandlungen des 33. Kongresses der Deutschen Gesellschaft für Soziologie in Kassel 2006. 1. Auflage. Campus Verlag, 2008, ISBN 978-3-593-38440-5, Die Mensch-Tier-Beziehung in der Kritischen Theorie Horkheimers und Adornos (ssoar.info [PDF; 214 kB]).
- Birgit Mütherich: Die Frage nach dem Tier: Interdisziplinäre Perspektiven auf das Mensch-Tier-Verhältnis. 1. Auflage. Lit Verlag, 2010, ISBN 978-3-643-10443-4, Soziologische Aspekte des Speziesismus, S. 75–94.

### Artikel
- Birgit Mütherich: Speziesismus, soziale Hierarchien und Gewalt. 2004.
- Birgit Mütherich: Die soziale Konstruktion des Anderen – zur soziologischen Frage nach dem Tier. 2005.
- M. Goldmann, B. Mütherich, M. Stackelbeck, D. Tech: Gender Mainstreaming in Wissenschaft und Forschung. In: Paper Sozialforschungsstelle Dortmund. 2003 (ssoar.info [PDF; 1,5 MB]).